# I miei successi (Scialpi)
I miei successi è una raccolta del cantante Scialpi pubblicata nel 1994 dalla BMG.

## Tracce
1. Rocking Rolling
2. L'io e l'es
3. Numero 106
4. Cry (La voce dentro)
5. Sesso... O.Esse
6. Pregherei
7. Il grande fiume
8. A... amare
9. Cigarettes and Coffee
10. È una nanna
11. Solitario
12. No east, no west